# Scofton
Scofton – wieś w Anglii, w Nottinghamshire. Scofton jest wspomniana w Domesday Book (1086) jako Scotebi.